# Silao, Guangdong
Silao (kinesiska: 思劳) är en köping i sydöstra Kina. Den ligger i stadsdistriktet Yuncheng i staden Yunfu i provinsen Guangdong, omkring 110 kilometer väster om provinshuvudstaden Guangzhou. Antalet invånare är 15 863. Befolkningen består av 7 378 kvinnor och 8 485 män. Barn under 15 år utgör 21,0 %, vuxna 15-64 år 64 %, och äldre över 65 år 13,0 %.